# HOLAP
HOLAP (Hybrid OLAP) – stara się łączyć zalety ROLAP i MOLAP. Wykorzystane są tutaj  jednocześnie wielowymiarowe (dane zagregowane) oraz relacyjne (dane elementarne, bez dublowania) bazy danych. Zapytania szczegółowe są wykonywane wolniej, ponieważ działają na strukturze relacyjnej (ROLAP). Dane w HOLAP maja zwykle mniejszy rozmiar niż dane w MOLAP. Struktury HOLAP są przeznaczone dla potrzeb szybkiego dostępu do agregacji bazujących na dużych zbiorach danych.

## Partycjonowanie pionowe
W partycjonowaniu pionowym agregacje przechowywane są w MOLAP co zwiększa szybkość dostępu, a  szczegółowe dane w ROLAP  co optymalizuje czas całego procesu.

## Partycjonowanie poziome
W partycjonowaniu poziomym przechowywanie najświeższych komórek danych jest  w MOLAP, a najstarsze dane są przechowywane w ROLAP. Ponadto możemy przechowywać kilka kostek w MOLAP, a całą resztę w ROLAP.

## Produkty
Przykładami produktów komercyjnych wykorzystujących technologie przechowywania HOLAP są między innymi : Microsoft Analysis Services, Oracle Database OLAP Option, MicroStrategy. Również programy  serwerowe bazują na HOLAP np. Microsoft SQL Server 7.0 OLAP.